# Pirelli
Pirelli & C («Пирелли и Ко») — итальянская компания, контролируемая китайским химическим гигантом Sinochem Holdings. Один из крупнейших производителей автомобильных шин в мире (пятый по выручке в 2007 году). Штаб-квартира находится в Милане, Италия (см. Башня Пирелли).

## История
Компания была основана 28 января 1872 года Джованни Баттистой Пирелли под названием G.B. Pirelli & C. Изначально занималась производством и продажей изделий из резины. В 1879 году начала производство телеграфных кабелей с изоляцией, а через несколько лет — подводных телеграфных кабелей. В 1890 году началось производство велосипедных шин, а в 1900 году — автомобильных. Первое зарубежное предприятие, завод кабелей в Барселоне, начало работу в 1902 году, за ним последовали заводы в Великобритании, Бразилии, Греции, Аргентине, Турции и Германии. В 1930-х годах для зарубежных операций была создана холдинговая компания Pirelli Holdings S.A.; она базировалась в Швейцарии, что позволило сохранить международную сеть во время Второй мировой войны. Важными инновациями Pirelli были первая в мире шина с диагональным кордом Superflex Stella Bianca, разработанная в 1927 году, и первая радиальная шина с текстильным кордом Cinturato CF67, разработанная для гоночных автомобилей в 1952 году.
Экономический спад в Италии во время и сразу после Второй мировой войны сменился подъёмом в 1950-х годах, вновь началось расширение деятельности в другие страны открытием заводов по производству кабелей и шин, особенно в Южной Америке, Азии и Австралии; в 1960-х годах компания построила несколько шинных заводов в Восточной Европе. В конце 1960-х годов компания, однако, начала терять позиции в пользу Michelin, которая первой освоила производство радиальных шин со стальным кордом и раньше вышла на рынок США. Pirelli пыталась исправить положение сотрудничеством с британской компанией Dunlop Tires, но партнёрство оказалось малоэффективным и в 1981 году было расторгнуто. 4 апреля 1973 года в автокатастрофе погиб Джованни Пирелли, глава компании и внук основателя, а также успешный писатель. Компанию возглавил его младший брат, Леопольд Пирелли.
В 1985 году была куплена компания Metzeler Kautschuk, немецкий производитель шин и других резиновых изделий. Стратегия роста за счёт поглощений была продолжена в 1988 году покупкой американского производителя шин Armstrong Tire Co. и компании по производству кабелей Filergie с 13 заводами во Франции и Португалии. Затем последовали неудавшаяся попытка купить компанию Firestone в 1989 году и несостоявшееся слияние с немецкой Continental AG. Эти две неудачи в сочетании со спадом в автомобильной отрасли ухудшили финансовое положение компании, Леопольд Пирелли был отстранён от руководства, пост генерального директора занял его зять Марко Тронкетти Провера. Была проведена серьёзная реорганизация, проданы непрофильные активы, на четверть сокращена численность персонала, количество заводов уменьшилось со 103 в 1990 году до 74 в 1994 году.
В 2005 году подразделение кабельной продукции было куплено инвестиционным банком Goldman Sachs и реорганизовано в компанию Prysmian. Также в 2005 году был открыт первый завод компании в Китае (в провинции Шаньдун), в следующем году начал работу завод в городе Слатина (Румыния), к 2014 году расширенный в крупнейший производственный комплекс компании.
В марте 2015 года акции Pirelli были выкуплены за 7,1 млрд евро китайской группой ChemChina совместно с компаниями Camfin и LTI (структура «Роснефти»); в ноябре того же года акции были сняты с листинга Миланской фондовой биржи. Через два года, в октябре 2017 года, компания вернулась на биржу, разместив на ней 40 % своих акций.

## Собственники и руководство
Крупнейшими акционерами компании являются Sinochem Holdings (37 %), председатель правления Марко Тронкетти Провера (14,1 %), Фонд Шёлкового пути (9 %), Альберто Бомбассеи (5 %).
- Нин Гаонин (Ning Gaoning, род. в 1958 году) — председатель совета директоров с августа 2018 года, также председатель Sinochem Holdings.
- Марко Тронкетти Провера (Marco Tronchetti Provera, род. в 1948 году) — исполнительный вице-председатель и главный исполнительный директор с 2003 года; также председатель компании Camfin.

В марте 2014 года российская государственная нефтегазовая компания «Роснефть» приобрела 13% Pirelli за 553 млн.евро, введя в состав Совета директоров компании своих представителей.

## Деятельность

Башня Пирелли в Милане

В настоящее время сектор по производству шин компании «Пирелли» насчитывает 24 фабрики в 13 странах мира: в Италии (5 заводов), Бразилии (5), Великобритании (2), Германии (2), Турции (2), Румынии (2), Аргентине (1), США (1), Китае (1), Египте (1), России (2), Испании (1) и Венесуэле (1).
В секторе производства шин Pirelli представлена компанией Pirelli Tyre, занимающей пятое место в мире по объёму продаж. Потребительский рынок (шины для легковых автомобилей, внедорожников, фургонов и мотоциклов) обеспечивает 70 % продаж компании, промышленные поставки (продукция ориентирована на спецтранспортные средства — автобусы, грузовые автомобили, экскаваторы и тракторы) — до 30 % общего объёма продаж. При этом компания специализируется на производстве шин премиум-сегмента.
Также компанией разрабатываются новые технологии и оборудование не только для шинной, но и для резинотехнической промышленности.
Помимо основного бизнеса, компания имеет небольшое производство одежды и обуви под маркой P.Zerо.
Регионы деятельности:
- Европа и Турция — 38,6 % выручки;
- Северная Америка — 21,5 % выручки;
- Азиатско-Тихоокеанский регион — 19,1 % выручки;
- Южная Америка — 12,5 % выручки;
- Россия, Скандинавия, Ближний Восток и другие регионы — 8,3 % выручки.

### Pirelli в России
В июле 2008 года Pirelli & C. SpA и Государственная корпорация «Ростехнологии» совместно с правительством Самарской области подписали соглашение о строительстве в России, в Тольятти завода по производству шин. Ожидалось, что на предприятии работало бы около 1500 человек, годовое производство планировалось на уровне 3-3,5 млн шин для легковых автомобилей и 700 тыс. для грузовых; общий объём инвестиций оценивался в €70-80 млн. Партнёрами итальянцев стали российская химическая компания «Сибур», а также «Ростехнологии». Однако завод в Тольятти «Пирелли» возводить не стал, а выбрал для своего развития города Воронеж и Киров.
В 2011 году стало известно, что по соглашению от 2008 года между «Пирелли» и «Ростехнологиями» будет создано СП после покупки итальянцами у компании «Сибур-Русские шины» шинных заводов в Кирове и Воронеже (ранее эти предприятия принадлежали обанкротившейся компании Amtel-Vredestein). Первый из них был приобретён Pirelli в конце 2011 года, второй — в 2012 году. Общая сумма покупки составила 222 млн евро. Инвестиции вложенные в модернизацию двух предприятий, составили к 2017 году 200 миллионов евро.
5 августа 2013 года компания Pirelli воспользовалась опционом на увеличение своей доли в компании Pirelli Tyre Russia — название СП итальянцев с российской госкорпорацией Ростех и группой GHP — и выкупила российское подразделение Fleming Family & Partners. Доля Pirelli в СП составляет 65 %.
По данным на 2013 год, Pirelli по доле рынка в России занимает третье место среди 16 крупнейших производителей шин (согласно отчёту аналитического центра Cordiant от 26 ноября 2013 года). На конец 2021 года 2 завода выпускали 8,2 млн шин в год.
В марте 2022 года из-за санкций Pirelli приостановила инвестиции в заводы в Кирове и Воронеже.
На сентябрь 2023 года компания продолжает работу в России. 

## Спорт

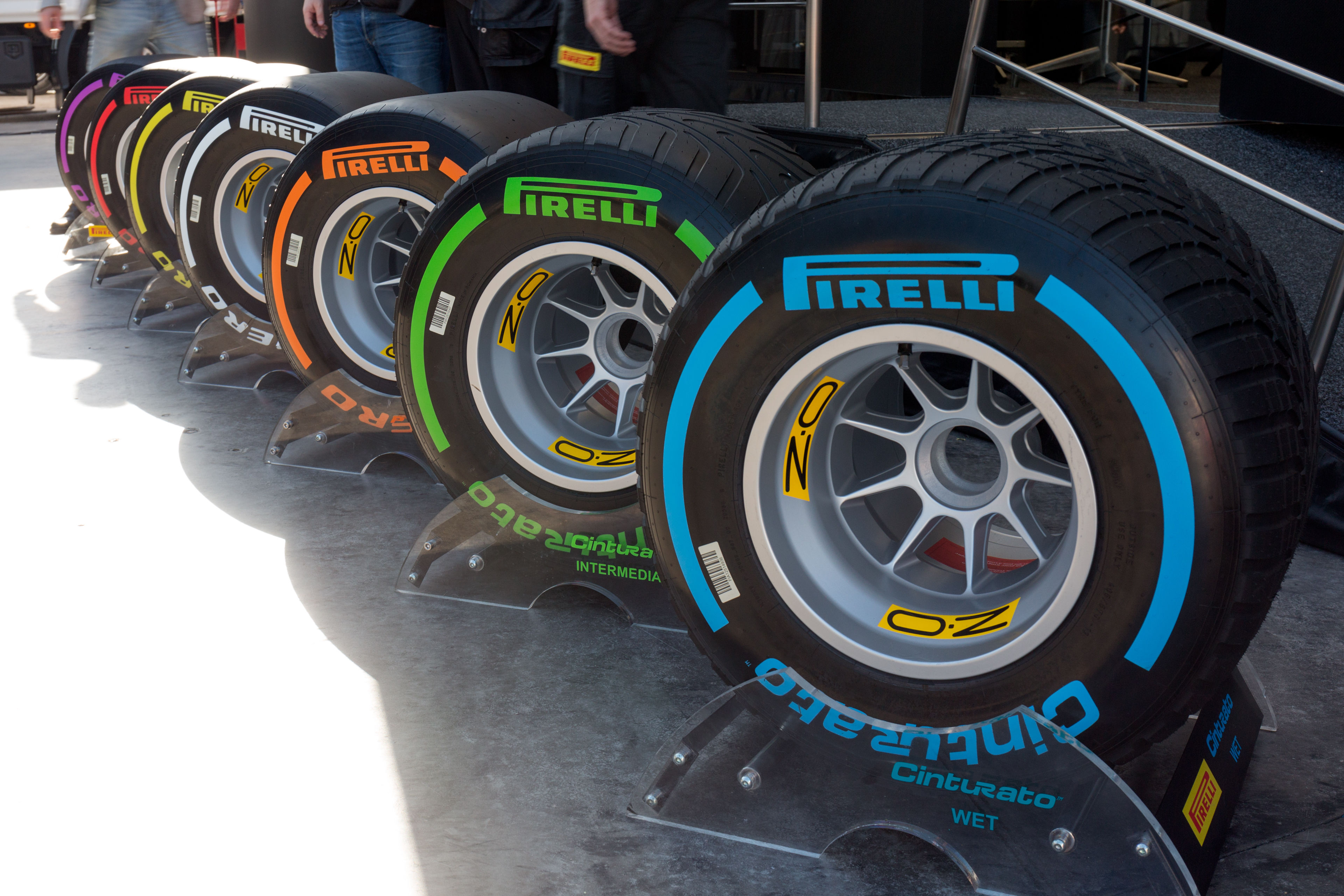
Шины Pirelli для FORMULA 1

Шины Pirelli широко используются в авто- и мотоспорте. Компания много лет участвовала в чемпионате мира Формулы-1 с перерывами (сезоны: 1950 — 1958, 1981 — 1986, 1989 — 1991), а с 2011 года стала эксклюзивным поставщиком шин для этого турнира. По состоянию на 12 сентября 2022 года на итальянских шинах стартовали в 361 этапах мирового первенства Ф1. С 2008 года в ряда сезонов чемпионата мира по ралли Pirelli становился монопольным поставщиком шин. С 2011 компания является единственным официальным поставщиком шин для ФИА Формула-2 и ФИА Формула-3.
Pirelli являлся титульным спонсором миланского футбольного клуба «Интернационале» с 1995 по 2021 год.
В сезоне 2011/2012 года Pirelli являлся титульным спонсором Кубка России по футболу.

## Pirelli и популярная культура
Широкую известность приобрел Календарь Пирелли — ежегодно выпускаемый компанией фотокалендарь. Как правило, съемки календаря осуществляются ведущими мировыми фотографами, в качестве моделей выступают «звёзды» шоу-бизнеса и моды — в числе них были Наоми Кэмпбелл, Синди Кроуфорд, Милла Йовович, Кейт Мосс, Дженнифер Лопес, Софи Лорен и многие другие. Любопытно, что изначально Pirelli позиционировала свой календарь для водителей-«дальнобойщиков» и автомехаников, продавая его на автозаправочных станциях и в шиномонтажных мастерских. Однако позднее календарь превратился в самостоятельный культурный феномен, став предметом коллекционирования.

## Pirelli в ретейле
В 2016 году итальянская компания открыла первый Pirelli P Zero World — центр розничной торговли шинами и обслуживания автомобилей топ-класса. Благодаря развитию ретейла Pirelli намерена упрочить ассоциацию с лидирующим поставщиком шин для дорогих автомобилей.
В центрах P Zero World продают полную линейку шин Pirelli, включая трековые шины P Zero Trofeo R для спорткаров, ретрошины из коллекции Pirelli Collezione для исторических машин, шины для шоссейных велосипедов и шины для мотоциклов. Также в продаже представлены товары из коллекции Pirelli Design — от наручных часов Roger Dubuis до моторных лодок Tecnorib.
Среди развлечений — полноразмерный симулятор болида «Формулы-1».
|   | Город        | Адрес                    | Год открытия |
| - | ------------ | ------------------------ | ------------ |
| 1 | Лос-Анджелес | 10349 Santa Monica Blvd. | 2016         |
| 2 | Мюнхен       | Hanauer Straße 42        | 2017         |
| 3 | Монте-Карло  | 4 Avenue Princesse Grace | 2018         |
| 4 | Дубай        | Hessa Street             | 2019         |
| 5 | Мельбурн     | 102 Chifley Drive        | 2019         |

## Дочерние компании
Основные дочерние и компании по состоянию на 2021 год:
- Pirelli Tyre Co. Ltd. (КНР, 90 %)
- Pirelli Deutschland GmbH (Германия, 100 %)
- Pirelli Tyre S.p.A. (Италия, 100 %)
- Pirelli Industrie Pneumatici S.r.l. (Италия, 100 %)
- Pirelli International Treasury S.p.A. (Италия, 100 %)
- Pirelli Neumaticos S.A. de C.V. (Мексика, 100 %)
- Pirelli Pneus Ltda (Бразилия, 100 %)
- Pirelli Comercial de Pneus Brasil Ltda (Бразилия, 100 %)
- Pirelli UK Tyres Ltd. (Великобритания, 100 %)
- Pirelli Tire LLC (США, 100 %)
- S.C. Pirelli Tyres Romania S.r.l. (Румыния, 100 %)
- Limited Liability Company Pirelli Tyre Russia (Россия, 65 %)